# 采吉夫
50°27′59″N 24°46′34″E / 50.46639°N 24.77611°E
采吉夫（烏克蘭語：Цегів），是烏克蘭的村落，位於該國西部沃倫州，由盧茨克區負責管轄，始建於1545年，面積16.02平方公里，2001年人口974，人口密度每平方公里60.8人。